# Campeonato Europeu de Esportes Aquáticos de 2006
O Campeonato Europeu de Esportes Aquáticos de 2006 foi a 28ª edição do evento organizado pela Liga Europeia de Natação (LEN). A competição foi realizada entre os dias 26 de julho e 6 de agosto de 2006, em Budapeste na Hungria‎. 

## Medalhistas

### Natação
Os resultados foram os seguintes. 
Masculino
| Evento          | Ouro                                                                              | Ouro      | Prata                                                                      | Prata    | Bronze                                                                               | Bronze   |
| 50 m Livre      | Bartosz Kizierowski · Polónia                                                     | 21.88     | Oleksandr Volynets · Ucrânia                                               | 21.97    | Duje Draganja · Croácia                                                              | 22.14    |
| 100 m Livre     | Filippo Magnini · Itália                                                          | 48.79     | Stefan Nystrand · Suécia                                                   | 48.91    | Pieter vd Hoogenband · Países Baixos                                                 | 48.94    |
| 200 m Livre     | Pieter vd Hoogenband · Países Baixos                                              | 1:45.65   | Massimiliano Rosolino · Itália                                             | 1:47.02  | Filippo Magnini · Itália                                                             | 1:47.57  |
| 400 m Livre     | Yury Prilukov · Rússia                                                            | 3:45.73   | Massimiliano Rosolino · Itália                                             | 3:46.87  | Nicolas Rostoucher · França                                                          | 3:47.04  |
| 1500 m Livre    | Yury Prilukov · Rússia                                                            | 14:51.93  | Sébastien Rouault · França                                                 | 14:55.73 | Nicolas Rostoucher · França                                                          | 15:01.82 |
| 50 m Costas     | Helge Meeuw · Alemanha                                                            | 25.06     | Aristeidis Grigoriadis · Grécia                                            | 25.14    | Matthew Clay · Reino Unido                                                           | 25.15    |
| 100 m Costas    | Arkady Vyatchanin · Rússia                                                        | 53.50     | Markus Rogan · Áustria                                                     | 54.07    | Aristeidis Grigoriadis · Grécia                                                      | 54.34    |
| 200 m Costa     | Arkady Vyatchanin · Rússia                                                        | 1:55.44 , | László Cseh · Hungria                                                      | 1:56.69  | Răzvan Florea · Roménia                                                              | 1:57.83  |
| 50 m Peito      | Oleg Lisogor · UcrâniaAlessandro Terrin · Itália                                  | 27.48     | não premiado                                                               |          | Matjaž Markič · Eslovênia                                                            | 27.87    |
| 100 m Peito     | Roman Sloudnov · Rússia                                                           | 1:00.61   | Alexander Dale Oen · Noruega                                               | 1:00.63  | Oleg Lisogor · Ucrânia                                                               | 1:00.64  |
| 200 m Peito     | Sławomir Kuczko · Polónia                                                         | 2:12.12   | Paolo Bossini · Itália                                                     | 2:12.35  | Kristopher Gilchrist · Reino Unido                                                   | 2:13.21  |
| 50 m Borboleta  | Sergiy Breus · Ucrânia                                                            | 23.41     | Duje Draganja · Croácia                                                    | 23.62    | Jakob Andkjær · DinamarcaAndriy Serdinov · Ucrânia                                   | 23.77    |
| 100 m Borboleta | Andriy Serdinov · Ucrânia                                                         | 51.95     | Amaury Leveaux · França                                                    | 52.76    | Nikolay Skvortsov · Rússia                                                           | 52.96    |
| 200 m Borboleta | Paweł Korzeniowski · Polónia                                                      | 1:55.04   | Ioannis Drymonakos · Grécia                                                | 1:57.03  | Nikolay Skvortsov · Rússia                                                           | 1:57.12  |
| 200 m Medley    | László Cseh · Hungria                                                             | 1:58.17   | Alessio Boggiatto · Itália                                                 | 2:00.14  | Tamás Kerékjártó · Hungria                                                           | 2:00.17  |
| 400 m Medley    | László Cseh · Hungria                                                             | 4:09.86   | Luca Marin · Itália                                                        | 4:14.15  | Alessio Boggiatto · Itália                                                           | 4:16.34  |
| 4x100 m Livre   | Itália · Alessandro Calvi · Christian Galenda · Lorenzo Vismara · Filippo Magnini | 3:15.23   | Rússia · Evgeny Lagunov · Andrey Grechin · Ivan Usov · Andrey Kapralov     | 3:16.47  | França · Alain Bernard · Grégory Mallet · Fabien Gilot · Amaury Leveaux              | 3:16.53  |
| 4x200 m Livre   | Itália · Massimiliano Rosolino · David Berbotto · Nicola Cassio · Filippo Magnini | 7:09.60   | Reino Unido · David Carry · Simon Burnett · Andrew Hunter · Ross Davenport | 7:11.63  | Grécia · Andreas Zisimos · Georgios Demetis · Dimitrios Manganas · Nikolaos Xylouris | 7:16.67  |
| 4x100 m Medley  | Rússia · Arkady Vyatchanin · Roman Sloudnov · Nikolay Skvortsov · Andrey Kapralov | 3:34.96   | Ucrânia · Andriy Oleynyk · Oleg Lisogor · Andriy Serdinov · Yuriy Yegoshin | 3:36.21  | Reino Unido · Liam Tancock · James Gibson · Todd Cooper · Simon Burnett              | 3:36.61  |

Feminino
| Evento          | Ouro                                                                                | Ouro    | Prata                                                                                | Prata   | Bronze                                                                                 | Bronze  |
| 50 m Livre      | Britta Steffen · Alemanha                                                           | 24.72   | Therese Alshammar · Suécia                                                           | 24.87   | Marleen Veldhuis · Países Baixos                                                       | 24.89   |
| 100 m Livre     | Britta Steffen · Alemanha                                                           | 53.30   | Marleen Veldhuis · Países Baixos                                                     | 54.32   | Nery-Madey Niangkoura · Grécia                                                         | 54.48   |
| 200 m Livre     | Otylia Jędrzejczak · Polónia                                                        | 1:57.25 | Annika Liebs · Alemanha                                                              | 1:57.48 | Laure Manaudou · França                                                                | 1:58.48 |
| 400 m Livre     | Laure Manaudou · França                                                             | 4:02.13 | Joanne Jackson · Reino Unido                                                         | 4:07.76 | Caitlin McClatchey · Reino Unido                                                       | 4:08.13 |
| 800 m Livre     | Laure Manaudou · França                                                             | 8:19.29 | Rebecca Adlington · Reino Unido                                                      | 8:27.88 | Rebecca Cooke · Reino Unido                                                            | 8:28.40 |
| 50 m Costas     | Janine Pietsch · Alemanha                                                           | 28.36   | Aleksandra Gerasimenya · Bielorrússia                                                | 28.72   | Antje Buschschulte · Alemanha                                                          | 28.73   |
| 100 m Costas    | Laure Manaudou · França                                                             | 1:00.88 | Antje Buschschulte · Alemanha                                                        | 1:01.40 | Janine Pietsch · Alemanha                                                              | 1:01.55 |
| 200 m Costas    | Esther Baron · França                                                               | 2:10.07 | Iryna Amshennikova · Ucrânia                                                         | 2:12.13 | Melanie Marshall · Reino Unido                                                         | 2:12.17 |
| 50 m Peito      | Elena Bogomazova · Rússia                                                           | 31.69   | Kate Haywood · Reino Unido                                                           | 31.71   | Ágnes Kovács · Hungria                                                                 | 31.95   |
| 100 m Peito     | Ganna Khlystunova · Ucrânia                                                         | 1:07.55 | Kirsty Balfour · Reino Unido                                                         | 1:07.95 | Ágnes Kovács · Hungria                                                                 | 1:08.60 |
| 200 m Peito     | Kirsty Balfour · Reino Unido                                                        | 2:25.66 | Yuliya Pidlisna · Ucrânia                                                            | 2:28.42 | Ágnes Kovács · Hungria                                                                 | 2:28.90 |
| 50 m Borboleta  | Therese Alshammar · Suécia                                                          | 26.06   | Anna-Karin Kammerling · Suécia                                                       | 26.23   | Chantal Groot · Países Baixos                                                          | 26.49   |
| 100 m Borboleta | Inge Dekker · Países Baixos                                                         | 58.35   | Martina Moravcová · Eslováquia                                                       | 58.98   | Alena Popchanka · França                                                               | 59.06   |
| 200 m Borboleta | Otylia Jędrzejczak · Polónia                                                        | 2:07.09 | Francesca Segat · Itália                                                             | 2:08.96 | Caterina Giacchetti · Itália                                                           | 2:09.01 |
| 200 m Medley    | Laure Manaudou · França                                                             | 2:12.69 | Katarzyna Baranowska · Polónia                                                       | 2:13.36 | Alessia Filippi · Itália                                                               | 2:13.75 |
| 400 m Medley    | Alessia Filippi · Itália                                                            | 4:35.80 | Nicole Hetzer · Alemanha                                                             | 4:37.97 | Katarzyna Baranowska · Polónia                                                         | 4:40.02 |
| 4x100 m Livre   | Alemanha · Petra Dallmann · Daniela Götz · Britta Steffen · Annika Liebs            | 3:35.22 | Países Baixos · Inge Dekker · Ranomi Kromowidjojo · Chantal Groot · Marleen Veldhuis | 3:37.04 | França · Alena Popchanka · Aurore Mongel · Céline Couderc · Malia Metella              | 3:38.83 |
| 4x200 m Livre   | Alemanha · Petra Dallmann · Daniela Samulski · Britta Steffen · Annika Liebs        | 7:50.82 | Polónia · Otylia Jędrzejczak · Joanna Budzis · Agata Zwiejska · Paulina Barzycka     | 7:56.32 | França · Alena Popchanka · Sophie Huber · Aurore Mongel · Laure Manaudou               | 7:56.44 |
| 4x100 m Medley  | Reino Unido · Melanie Marshall · Kirsty Balfour · Terri Dunning · Francesca Halsall | 4:02.24 | Alemanha · Antje Buschschulte · Sarah Poewe · Annika Mehlhorn · Britta Steffen       | 4:02.35 | França · Laure Manaudou · Anne-Sophie Le Paranthoën · Alena Popchanka · Céline Couderc | 4:03.64 |

### Maratona aquática
Os resultados foram os seguintes. 
Masculino
| Evento | Ouro                   | Ouro      | Prata                                   | Prata     | Bronze                    | Bronze    |
| 5 km   | Thomas Lurz · Alemanha | 56:00.1   | Christian Hein · Alemanha               | 56:01.1   | Simone Ercoli · Itália    | 56:01.8   |
| 10 km  | Thomas Lurz · Alemanha | 1:58:12.1 | Maarten van der Weijden · Países Baixos | 1:58:13.5 | Christian Hein · Alemanha | 1:58:16.6 |
| 25 km  | Gilles Rondy · França  | 5:10:17.3 | Anton Sanachev · Rússia                 | 5:10:18.2 | Stéphane Gomez · França   | 5:10:19.3 |

Feminino
| Evento | Ouro                            | Ouro      | Prata                    | Prata     | Bronze                                           | Bronze    |
| 5 km   | Ekaterina Seliverstova · Rússia | 1:01:50.8 | Cathi Dietrich · França  | 1:01:52.3 | Jana Pechanová · ChéquiaLarisa Ilchenko · Rússia | 1:01:52.4 |
| 10 km  | Angela Maurer · Alemanha        | 2:07:10.8 | Rita Kovács · Hungria    | 2:07:14.3 | Jana Pechanová · Chéquia                         | 2:07:15.6 |
| 25 km  | Angela Maurer · Alemanha        | 5:35:19.1 | Natalia Pankina · Rússia | 5:35:25.1 | Stefanie Biller · Alemanha                       | 5:35:29.5 |

### Nado sincronizado
Os resultados foram os seguintes. 
Feminino
| Evento     | Ouro                                              | Ouro   | Prata                                   | Prata  | Bronze                                            | Bronze |
| Solo       | Natalia Ishchenko · Rússia                        | 98.400 | Gemma Mengual · Espanha                 | 97.700 | Nathalia Anthopolou · Grécia                      | 93.900 |
| Dueto      | Rússia · Anastasia Davydova · Anastassia Ermakova | 98.800 | Espanha · Gemma Mengual · Paola Tirados | 97.500 | Grécia · Eleftheria Ftouli · Evanthia Makrygianni | 94.000 |
| Equipe     | Rússia                                            | 98.800 | Espanha                                 | 97.300 | Itália                                            | 93.600 |
| Combinação | Rússia                                            | 97.900 | Espanha                                 | 95.900 | Itália                                            | 93.500 |

### Saltos Ornamentais
Os resultados foram os seguintes. 
Masculino
| Evento                       | Ouro                                          | Ouro   | Prata                                 | Prata  | Bronze                                           | Bronze |
| Trampolim 1 m                | Joona Puhakka · Finlândia                     | 425.00 | Alexander Dobroskok · Rússia          | 416.60 | Christopher Sacchin · Itália                     | 415.70 |
| Trampolim 3 m                | Dmitri Sautin · Rússia                        | 496.10 | Alexander Dobroskok · Rússia          | 479.95 | Joona Puhakka · Finlândia                        | 464.60 |
| Plataforma 10 m              | Gleb Galperin · Rússia                        | 472.90 | Heiko Meyer · Alemanha                | 459.45 | Konstyantyn Milyayev · Ucrânia                   | 436.50 |
| Trampolim 3 m sincronizado   | Alemanha · Tobias Schellenberg · Andreas Wels | 403.86 | Rússia · Yury Kunakov · Dmitri Sautin | 401.46 | Itália · Nicola Marconi · Tommaso Marconi        | 394.68 |
| Plataforma 10 m sincronizado | Rússia · Dmitry Dobroskok · Gleb Galperin     | 469.38 | Alemanha · Sascha Klein · Heiko Meyer | 447.96 | Itália · Michele Benedetti · Francesco Dell'Uomo | 435.12 |

Feminino
| Evento                       | Ouro                                          | Ouro   | Prata                                         | Prata  | Bronze                                        | Bronze |
| Trampolim 1 m                | Anna Lindberg · Suécia                        | 291.90 | Ditte Kotzian · Alemanha                      | 279.30 | Maria Marconi · Itália                        | 267.35 |
| Trampolim 3 m                | Anna Lindberg · Suécia                        | 330.60 | Ditte Kotzian · Alemanha                      | 324.90 | Nóra Barta · Hungria                          | 319.85 |
| Plataforma 10 m              | Yulia Prokopchuk · Ucrânia                    | 338.00 | Anja Richter · Áustria                        | 332.35 | Christin Steuer · Alemanha                    | 330.40 |
| Trampolim 3 m sincronizado   | Rússia · Nataliya Umyskova · Nadezhda Bazhina | 314.55 | Alemanha · Heike Fischer · Ditte Kotzian      | 298.60 | Ucrânia · Olena Fedorova · Kristina Ishchenko | 292.17 |
| Plataforma 10 m sincronizado | Alemanha · Annett Gamm · Nora Subschinski     | 325.92 | Rússia · Natalia Goncharova · Yulia Koltunova | 306.24 | Ucrânia · Yulia Prokopchuk · Kateryna Zhuk    | 297.21 |

## Quadro de medalhas
| Ordem | País          | Medalha de ouro | Medalha de prata | Medalha de bronze | Total |
| ----- | ------------- | --------------- | ---------------- | ----------------- | ----- |
| 1     | Rússia        | 16              | 7                | 3                 | 26    |
| 2     | Alemanha      | 12              | 10               | 5                 | 27    |
| 3     | França        | 6               | 3                | 9                 | 18    |
| 4     | Itália        | 5               | 4                | 5                 | 14    |
| 5     | Ucrânia       | 5               | 4                | 5                 | 14    |
| 6     | Polónia       | 5               | 2                | 1                 | 8     |
| 7     | Suécia        | 3               | 3                | 0                 | 6     |
| 8     | Reino Unido   | 2               | 5                | 6                 | 13    |
| 9     | Países Baixos | 2               | 3                | 3                 | 8     |
| 10    | Hungria       | 2               | 2                | 5                 | 9     |
| 11    | Finlândia     | 1               | 0                | 1                 | 2     |
| 12    | Espanha       | 0               | 4                | 0                 | 4     |
| 13    | Grécia        | 0               | 2                | 5                 | 7     |
| 14    | Áustria       | 0               | 2                | 0                 | 2     |
| 15    | Croácia       | 0               | 1                | 1                 | 2     |
| 16    | Bielorrússia  | 0               | 1                | 0                 | 1     |
| 16    | Noruega       | 0               | 1                | 0                 | 1     |
| 16    | Eslováquia    | 0               | 1                | 0                 | 1     |
| 19    | Chéquia       | 0               | 0                | 2                 | 2     |
| 20    | Dinamarca     | 0               | 0                | 1                 | 1     |
| 20    | Roménia       | 0               | 0                | 1                 | 1     |
| 20    | Eslovênia     | 0               | 0                | 1                 | 1     |
| Total | Total         | 59              | 57               | 60                | 176   |

Legenda
| Recorde mundial       | Recorde mundial (World record)               |                       | Recorde africano                      | Recorde africano (African) |                                           | Q | Classificado por posição (Qualified) |
| Recorde do campeonato | Recorde do campeonato (Championship record)  | Recorde da América    | Recorde da América (Americas)         | q                          | Classificado por melhor tempo (Qualified) |   |                                      |
| Melhor marca do ano   | Melhor marca do ano (World leading)          | Recorde asiático      | Recorde asiático (Asian)              | DNS                        | Não largou (Did not start)                |   |                                      |
| Recorde nacional      | Recorde nacional (National record)           | Recorde europeu       | Recorde europeu (European)            | DNF                        | Não terminou (Did not finish)             |   |                                      |
| Recorde pessoal       | Recorde pessoal do atleta (Personal best)    | Recorde da Oceania    | Recorde da Oceania (Oceania)          | DSQ / DQ                   | Desclassificado (Disqualified)            |   |                                      |
| Recorde da temporada  | Recorde da temporada do atleta (Season best) | Recorde sul-americano | Recorde sul-americano (South America) | NM                         | Sem marca (No mark)                       |   |                                      |